# Krzysztof Kolasiński
Krzysztof Kolasiński (ur. 4 lutego 1940 w Bydgoszczy, zm. 6 sierpnia 2003) – polski prawnik, profesor nauk prawnych, sędzia Trybunału Konstytucyjnego w latach 1994–2002.

## Życiorys
Absolwent prawa na Wydziale Prawa i Administracji Uniwersytetu im. Adama Mickiewicza w Poznaniu (1962). W latach 1962–1964 odbył aplikację sądową. W 1965 uzyskał stopień naukowy doktora nauk prawnych uzyskał, a w 1974 został doktorem habilitowanym na UAM. W 1981 otrzymał tytuł profesora nauk prawnych, w 1990 objął stanowisko profesora zwyczajnego Uniwersytetu Mikołaja Kopernika w Toruniu. W latach 1985–1990 pełnił funkcję dyrektora Instytutu Prawa Cywilnego UMK. Był także kierownikiem Katedry Prawa Pracy i Ubezpieczeń Społecznych UMK.
Powołany w 1990 na stanowisko sędziego Sądu Apelacyjnego w Gdańsku. W latach 1991–1994 był sędzią Sądu Najwyższego. W latach 1994–2002 pełnił funkcję sędziego Trybunału Konstytucyjnego.
Był członkiem Rady Legislacyjnej działającej przy prezesie Rady Ministrów, a także członkiem Sekcji Polskiej Stowarzyszenia Międzynarodowego Prawa Pracy i Zabezpieczeń Społecznych, Towarzystwa Naukowego w Toruniu i Towarzystwa Naukowego we Włocławku.
Autor ponad 100 publikacji, w tym 10 książek, z zakresu prawa pracy i ubezpieczeń społecznych.
W 2002 odznaczony Krzyżem Komandorskim Orderu Odrodzenia Polski.

## Wybrane publikacje
- Pojęcie i charakter prawny zawieszenia prawa do emerytury (1971)
- Charakter prawny sporów z zakresu ubezpieczenia społecznego (1974)
- Rozstrzyganie sporów o świadczenia z ubezpieczenia społecznego (1978)
- Rozpoznawanie spraw z zakresu ubezpieczeń społecznych (1989)
- Modele i funkcje ubezpieczeń społecznych (1990)
- Prawo pracy i ubezpieczeń społecznych (1996, 1997)
- Prawo pracy i zabezpieczenia społecznego (1999, 2001)